# Saison 8 de Candice Renoir
Chronologie
Saison 7 Saison 9
Cet article présente les épisodes de la huitième saison de la série télévisée Candice Renoir.

## Distribution principale
Cécile Bois : Candice Renoir 
 Raphaël Lenglet : Antoine Dumas (de l'Estang) 
 Ali Marhyar : Mehdi Badhou 
 Yeelem Jappain : Valentine Atger 
Marie Vincent : Nathalie Delpech 
Olivier Cabassut : Armand Marquez
Nathalie Boutefeu : Sylvie Leclerc
Amélie Robin : Marion

## Liste des épisodes

### Épisode 1:Comme chien et chat
- Suisse : sur RTS Un
- Belgique : 9 avril 2020 sur La Une[1]
- France : 17 avril 2020 sur France 2

- Belgique :
- France : 6,96 millions de téléspectateurs (24,4 % part d'audience)[2]

### Épisode 2:Souvent le feu éteint dort sous la cendre
- Suisse : sur RTS Un
- Belgique : 16 avril 2020 sur La Une
- France : 17 avril 2020 sur France 2

- Belgique :
- France :

- Christophe Ntakabanyura : Ismael Ndongo
- Morgane Cabot : Violaine Perron
- Emilien Vekemans : Ludovic Desanti
- Nicolas Chupin : Hervé Barnier

### Épisode 3:Abondance de biens ne nuit pas
- Suisse : sur RTS Un
- Belgique : 23 avril 2020 sur La Une
- France :  24 avril 2020 sur France 2

- Belgique :
- France :

### Épisode 4:Ce qui ne tue pas rend plus fort
- Suisse : sur RTS Un
- Belgique : 30 avril 2020 sur La Une
- France : 1er mai 2020 sur France 2

- Belgique :
- France :

### Épisode 5:Tout vient à point à qui sait attendre
- Suisse : sur RTS Un
- Belgique : 7 mai 2020 sur La Une
- France : 28 août 2020 sur France 2

- Belgique :
- France :

### Épisode 6:Fais ce que dois, advienne que pourra
- Suisse : sur RTS Un
- Belgique :  14 mai 2020 sur La Une
- France : 4 septembre 2020 sur France 2

- Belgique :

### Épisode 7:Il n'y a pas de grenouille qui ne trouve son crapaud - partie 1
- Suisse : sur RTS Un
- Belgique : 28 mai 2020 sur La Une
- France : 11 septembre 2020 sur France 2

- Belgique :  mai 2020 sur rtbf.be

### Épisode 8:Il n'y a pas de grenouille qui ne trouve son crapaud - partie 2
- Suisse : sur RTS Un
- Belgique : 4 juin 2020 sur La Une
- France : 18 septembre 2020 sur France 2

- Belgique :

### Épisode 9:Qui sème l'injustice moissonne le malheur
- Suisse : sur RTS Un
- Belgique : 11 juin 2020 sur La Une
- France : 25 septembre 2020 sur France 2

- Belgique :

### Épisode 10:Comme on fait son lit on se couche
- Suisse : sur RTS Un
- Belgique : 18 juin 2020 sur La Une
- France : 2 octobre 2020 sur France 2

- Belgique :